# Distrito de Höxter
El Distrito de Höxter (en alemán: Kreis Höxter) es un Kreis (distrito) en Alemania en la Región de Detmold (Ostwestfalen-Lippe) ubicada en la zona más oriental de Renania del Norte-Westfalia. La capital del distrito es Höxter.

## Geografía

### Distritos vecinos
El distrito de Höxter limita al norte con el distrito de Lippe, al este con los distritos de Baja Sajonia denominados Holzminden y Northeim, al sudeste y sur con los distritos de Hesse denominados Kassel y Waldeck-Frankenberg, al sudoeste limita con el distrito de Hochsauerland y al oeste con el distrito de Paderborn.

### Composición del distrito
1. Bad Driburg (19.519)
2. Beverungen (14.976)
3. Borgentreich (9.636)
4. Brakel (17.652)
5. Höxter (32.662)
6. Marienmünster (5.494)
7. Nieheim (7.026)
8. Steinheim (13.760)
9. Warburg (24.339)
10. Willebadessen (8.848)

Fuente: Landesamt für Datenverarbeitung und Statistik NRW (31. Dic. 2005)

## Literatura
- „Städte und Gemeinden in Westfalen: Der Kreis Höxter“
hg. von der Geographischen Kommission für Westfalen. Alois Mayr, Adolf Schüttler, Klaus Temlitz (Hg.).-
Münster: Ardey-Verlag 1966, ISBN 3-87023-077-0